# Padova (stacja kolejowa)
Padova (włoski: Stazione di Padova) – stacja kolejowa w Padwie, w regionie Wenecja Euganejska, we Włoszech. Stacja ma 5 peronów.
Znajduje się na linii Mediolan - Wenecja, Padwa Bolonia, Padwa - Padova – Bassano del Grappa oraz Calalzo - Padwa. Istnieje również linia kolejowa łącząca stację z Padova Interporto.
Stacja została oddana do użytku 13 grudnia 1842 wraz z otwarciem linii kolejowej do Marghera, części linii Mediolan - Wenecja.